# Велислава Попова
Велислава Стоянова Попова е български журналист, от ноември 2008 г. главен редактор на вестник „Дневник“.
Преди това е била маркетинг директор на „Икономедиа“ от октомври 2004 г., когато се създава маркетинг отдела на компанията. Повече от 6 години работи като репортер и редактор на рубриката „Медиа и реклама“ във вестник „Капитал“.

## Биография
Завършила е немска гимназия. Има степен магистър по журналистика от Софийския университет „Св. Климент Охридски“, ФЖМК със специалности „ТВ журналистика“ и „Международни отношения“ и медийни специализации в САЩ и Германия.
Участвала е в международен проект за проучване собствеността на медиите в Централна и Източна Европа (2004). Работила е за неправителствената организация „Не на страха“ (1997) и за радио „Стара Загора“ (1993-1996).
През 2008 г. участва в проект на Международната асоциация на вестниците (WAN), който разработва сценарий за бъдещето на вестниците след 10 години.